# المتحف الكندي لحقوق الإنسان
المتحف الكندي لحقوق الإنسان هو متحف وطني في وينيبيغ - مانيتوبا- كندا في منطقة فوركس التاريخية حيث يلتقي النهرأسينيبويني والنهر الأحمر. وغرض المتحف هو زيادة الفهم والوعي بحقوق الإنسان وقضايا حقوق الإنسان والتحديات وتعزيز احترام الآخرين، وتشجيع التفكير والحوار، والعمل.
أنشأ عام 2008, ويعد المتحف الكندي لحقوق الإنسان أول متحف وطني أنشأ في كندا منذ عام 1967، وهو أول متحف وطني موجود خارج منطقة العاصمة الوطنية.

## تاريخه
المتحف الكندي لحقوق الإنسان كان حلم أزي اسبر مؤسس كانويست، وهو مكان يمكن للطلاب أن يأتوا اليه من جميع أنحاء كندا لمعرفة المزيد حول حقوق الإنسان. ورأى أزي أسبر أن المتحف فرصة لإنعاش الحياة وسط مدينة وينيبيغ وزيادة السياحة إلى المدينة. وبدأ المتحف كمبادرة خاصة في 17 أبريل 2003، وهي الذكرى السنوية الحادية والعشرين للتوقيع على ميثاق الحقوق والحريات. وبعد وفاة أزي في عام 2003، أصبحت ابنته غيل أسبر المحرك الرئيسي للمشروع.
وفي 20 أبريل 2007، أعلن رئيس الوزراء ستيفن هاربر عن قصد حكومة كندا لتحويل المتحف الكندي لحقوق الإنسان إلى متحف وطني، ويعد االمتحف الوطني الأول منذ أكثر من 40 عاماً. وبعد ذلك تلقي بيل ج-42، قانون تعديل «قانون المتاحف» في 13 مارس 2008 وتعديل أمور أخرى في وقت لاحق. وتلقى ذلك الموافقة الملكية في البرلمان بدعم من جميع الأطراف السياسية في جعل المتحف الكندي لحقوق الإنسان كمتحف وطني. في منتصف عام 2008، أكملت مجموعة أنتيما (TNS) مشروع البحث الذي تموله الحكومة. وقام التقرير الذي أعقب ذلك على التركيز فيما يلي : المواضيع التي قد يتناولها متحف حقوق الإنسان والمعالم الرئيسية في انجازات حقوق الإنسان سواء في كندا أو جميع أنحاء العالم والمناقشات الحالية حول حقوق الإنسان وكذلك الأحداث التي قد تلتزم بها كندا تجاه حقوق الإنسان أو تنقضها– وهذا التقرير يقوم على أساس المشاركين في المجموعة.
شهد 19 ديسمبر 2008 حفل وضع حجر الأساس في موقع المتحف، وبناءالموقع الرسمي بدأ في نيسان 2009. في البداية كان من المتوقع أن يكتمل البناء في عام 2012 ولكن نظرا لتجاوز التكاليف خلال البناء قد يتقدم تاريخ افتتاحه إلى عام 2015. وعلاوة على ذلك، استقال رئيس المجلس قبل فترة نهاية ولايته وكان لابد من أن يتم تعيين رئس موقت.

## التمويل
```
تمويل التكاليف الرأسمالية للمتحف يأتي من ثلاث ولايات قضائية: الحكومة الفدرالية وولي القرية وولي عهد مدينة وينيبيغ بالإضافة إلى التبرع. وكان مجموع الميزانية بداية لبناء السطح الخارجي للمتحف ومحتوياته 310 مليون دولار اعتبارا من شهر فبراير 2011.
وحتى الآن، خصصت حكومة كندا 100 مليون دولار، وحكومة 
مانيتوبا
 تبرعت بمبلغ 40 مليون دولار، ومدينة وينيبيغ تبرعت بمبلغ 20 مليون دولار.وبذلك نجحت جمعية أصدقاء المتحف الكندي لحقوق الإنسان، بقيادة غيل أسبر في جمع 125 مليون دولار من التبرعات الخاصة من جميع أنحاء كندا حتى الآن.ولكن لا تزال تحتاج إلى 25 مليون دولار اضافية للوصول إلى هدف جمع التبرعات. وقد طلب المتحف الكندي لحقوق الإنسان مبلغ إضافي قدره 35 مليون دولار في تمويل رأس المال من الحكومة الفيدرالية لتغطية العجز. في نيسان عام 2011 حصل المتحف على 3.6 مليون دولار إضافية من مدينة وينيبيغ والذي أخذ بالفعل منحة فدرالية إلى المدينة بدلا من الضرائب للمتحف.
وعندما يتم افتتاح المتحف سيتم توفير الموازنة التشغيلية من قبل الحكومة الكندية، بما أن المتحف الكندي.
```